# Gubkin
Gubkin (tiếng Nga: Губкин) là một thành phố Nga. Thành phố này thuộc chủ thể Belgorod Oblast, 138 km về phía đông bắc Belgorod và 500 km về phía nam Moskva, nằm bên sông Oskolets, một chi lưu của sông Oskol. Thành phố có dân số 86.083 người (theo điều tra dân số năm 2002). Đây là thành phố lớn thứ 192 của Nga theo dân số năm 2002. Dân số qua các thời kỳ: 88,562 (Điều tra dân số 2010); 86,083 (Điều tra dân số 2002); 73,848 (Điều tra dân số năm 1989).
Khu định cư được thành lập thập niên 1930 ở làng Korobkovo và được đặt tên theo Ivan Gubkin. Năm 1939, nó được nâng thành khu định cư thành thị. Khu vực định cư trở thành thị xã ngày 23 tháng 12 năm 1955.